# Перешиєчний
Переши́єчний (рос. Перешеечный) — селище у складі Єгор'євського району Алтайського краю, Росія. Входить до складу Леб'яжинської сільської ради.

## Населення
Населення — 642 особи (2010; 762 у 2002).
Національний склад (станом на 2002 рік):
- росіяни — 94 %